# Cody Simpson
Cody Robert Simpson Embaixador(a) da boa vontade da PNUD (Gold Coast, Queensland, 11 de janeiro de 1997) é um cantor, compositor, dançarino, ator e nadador australiano. Ele é dono de uma gravadora, a Coast House Records. Em 2017, Simpson formou uma banda chamada Cody Simpson & The Tide, que nesse mesmo ano lançou sua música de estreia "Waiting For The Tide", lançando a música em sua própria gravadora.
Em 2017, ele assinou com a ICM Partners. Ele agora é administrado pela empresa Maverick Management, depois de cortar laços com Scooter Braun.
Simpson foi nadador em criança, tendo vencido duas medalhas de ouro no Campeonato de Natação de Queensland, em 2009. Dez anos depois, passa a apostar em uma carreira como nadador profissional, conquistando a medalha de ouro durante os Jogos da Commonwealth de 2022, junto à equipe australiana, no revezamento 4x100m. O australiano busca representar o seu país nos Jogos Olímpicos de 2024.

## Biografia

### Vida antes da fama
Cody nasceu em 1997 em Gold Coast, na Austrália, onde ele passou sua infância. É filho de Brad Simpson e Angie Simpson. Ele tem um irmão, Tom, e um irmã, Alli - também ela uma figura pública -, sendo ambos mais novos que Cody. Simpson começou a gravar músicas em seu quarto durante o verão de 2009, fez covers de Jason Mraz, Justin Bieber, Justin Timberlake e Chris Brown, além de suas próprias canções, "One", "Perfect", "Summertime" e "All Day", que postou no YouTube.

### 2009–11: Início de carreira, EPs4 UeCoast to Coast

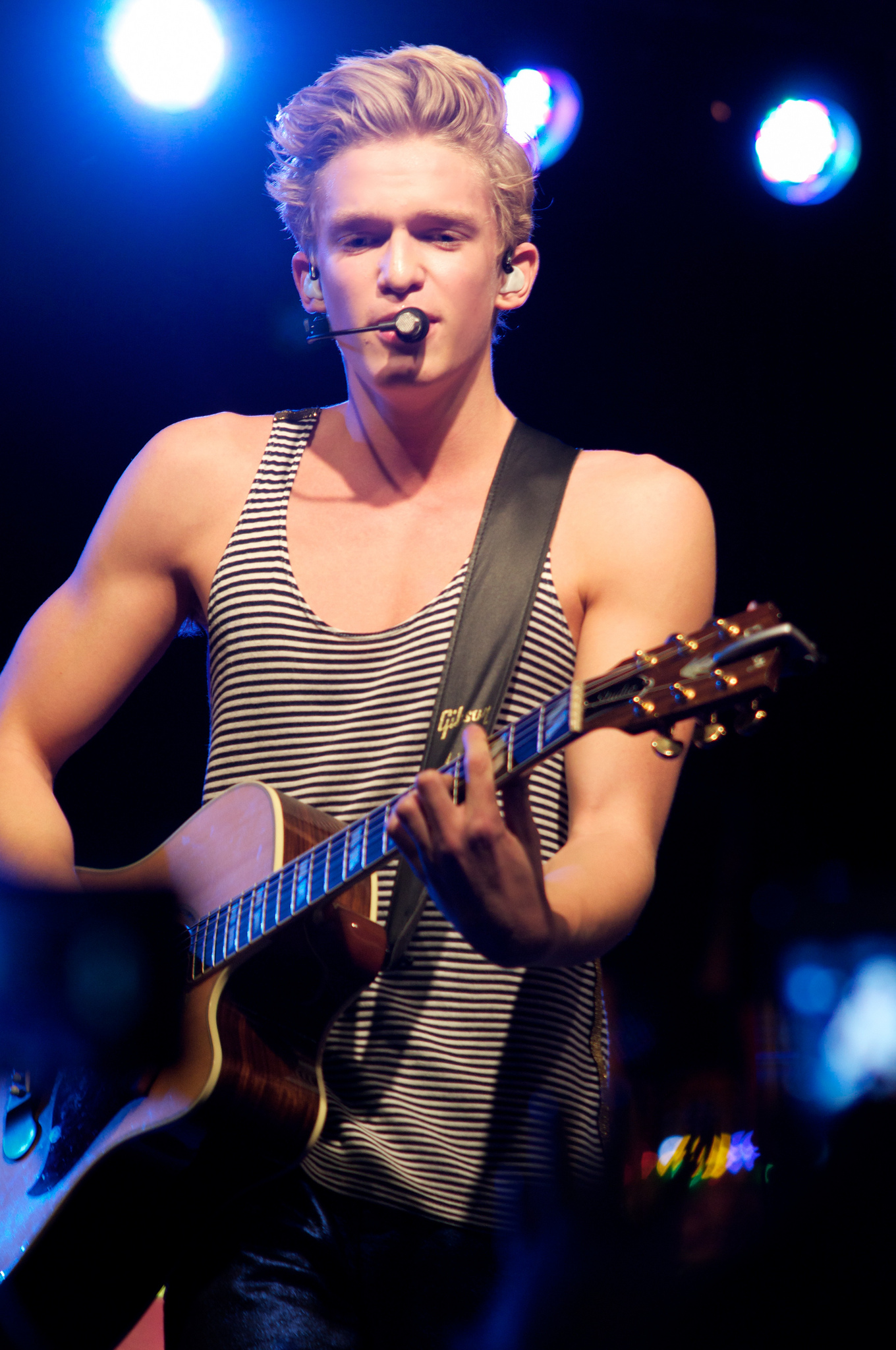
Simpson em performance no Nevada Wild Fest, no Rio All Suite Hotel and Casino, em Las Vegas, Nevada, em 25 outubro de 2012

A ascensão de Cody ao reconhecimento foi apresentada no The 7.30 Report, em dezembro de 2009. Ele lançou seu single de estreia, "iYiYi" (que conta com o rapper americano Flo Rida), em 15 de maio de 2010. O videoclipe de seu segundo single, "Summertime", foi lançado em 20 de setembro de 2010. Cody então se mudou para Los Angeles, em junho de 2010, com sua família para gravar suas músicas com a Atlantic Records, que fez a gravação de um EP demo com quatro músicas dele, "One", "Perfect", "Summertimee "iYiYi". Em 2010, Simpson se apresentou no Kids Choice Awards da Austrália e ganhou o prêmio de "Fresh Aussie Musos", um tipo de "artista revelação". Ainda em 2010, Simpson lançou o EP 4 U com sete músicas, quatro já conhecidas, e três novas. Visitou várias escolas e rádios da Austrália, Estados Unidos e Canadá para divulgar seu trabalho. Em 2011, Cody conheceu Greyson Chance e iniciou uma turnê Waiting 4 U nos Estados Unidos, juntamente com Greyson.
Cody Simpson ficou bastante conhecido no país após uma participação especial na série Sem Sentido!, do Disney Channel. Sem contato com a família, Simpson e seus pais se mudaram para Los Angeles, em abril de 2011. Em junho do mesmo ano, lançou a canção "I Want Candy", para a trilha sonora do filme HOP: Rebeldes Sem Páscoa. Em setembro a Billboard fez um ranking com os 21 astros da música mais bem-sucedidos com menos de 21 anos, Cody ficou na 13° posição, à frente de Greyson Chance e Willow Smith. Na mesma semana, o EP Coast to Coast, estreou na 12° posição da Billboard 200.

### 2012–14:Paradise,Surfers ParadiseeDancing with the Stars

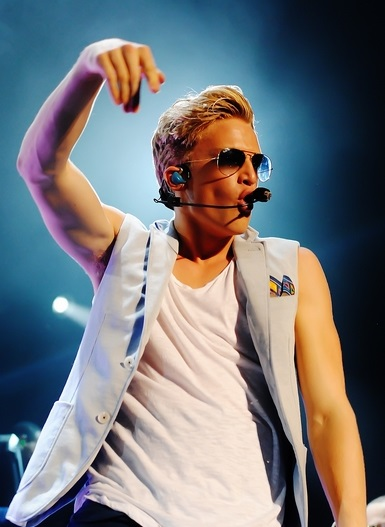
Simpson em performance em Montrealem 2013

Em 12 de junho de 2012, Cody lançou um EP intitulado Preview to Paradise, que contém quatro músicas de seu álbum de estúdio de estreia, Paradise, que foi lançado em 2 de outubro de 2012. Em fevereiro de 2013, Cody realizou na Europa suas próprias turnês, além de fazer a abertura de vários concertos da turnê Believe Tour, de Justin Bieber, nos EUA, na Europa, na Argentina e na Austrália.  Surfers Paradise, que foi lançado em 16 de julho de 2013, foi o primeiro álbum de Cody Simpson a estrear no top 10 da Billboard 200. Durante o verão de 2013, Simpson deu início à Paradise Tour, com os shows de Ryan Beatty e Before You Exit. Em 19 de novembro de 2013, Simpson lançou um álbum acústico chamado The Acoustic Sessions, com as músicas "Pretty Brown Eyes", "All Day", "La Da Dee", "Wish U Were Here" e um cover acústico de "Please Come Home", para o Natal.
Em 4 de março de 2014, Cody Simpson foi anunciado como uma das celebridades para participar da 18ª temporada de Dancing with the Stars durante o programa Good Morning America, da ABC. Ele fez uma parceria com a dançarina profissional Witney Carson. Ele foi eliminado na semana 5 da competição e terminou em 9º lugar.
De 30 de junho de 2014 a 14 de julho de 2014, Cody fez uma turnê acústica pela Europa com o cantor Jackson Harris.
Em agosto de 2014, Simpson anunciou que havia deixado da Warner/Atlantic. Ele citou as diferenças criativas como o motivo da sua partida; sendo assim, tornou-se artista independente.

## Discografia

### Extended plays
- 4 U (2010)
- Coast to Coast (2011)
- Preview to Paradise (2012)
- The Acoustic Sessions (2013)
- Wave One (2017)
- Wave Two (2018-2019)
- B-Sides (2018)
- B-Sides: We Had (2019)
- B-Sides: Part the Seas (2019)

### Álbuns
- Paradise (2012)
- Surfers Paradise (2013)
- Free (2015)
- Cody Simpson (2022)

## Turnês
- 2011 - Waiting 4 U Tour  (com Greyson Chance)
- 2011 - Coast to Coast Mall Tour
- 2012 - Welcome To Paradise Tour
- 2012 - Big Time Summer Tour· (com Big Time Rush)
- 2012/2013 - Believe Tour (com Justin Bieber e Carly Rae Jepsen)
- 2013 - Paradise Tour  (com Ryan Beatty e Before You Exit)
- 2014 - Acoustic Sessions Tour
- 2015 - Free Tour

### Vídeos musicais
| Ano  | Música                           | Diretor(es)                                 |
| ---- | -------------------------------- | ------------------------------------------- |
| 2010 | "iYiYi" (com Flo Rida)           | Mark Staubach                               |
| 2010 | "Summertime"                     |                                             |
| 2011 | "All Day"                        | David Ovenshire                             |
| 2011 | "On My Mind"                     | Travis Kopach                               |
| 2011 | "Not Just You"                   | Roman White                                 |
| 2011 | "Evenings in London"             | Cody Simpson & Matt Graham                  |
| 2011 | "Angel"                          | Cody Simpson & Matt Graham                  |
| 2011 | "What You Want"                  | Cody Simpson, Matt Graham & Florent Dechard |
| 2012 | "I Feel So Close To You"         | Cody Simpson                                |
| 2012 | "Got Me Good"                    | Cameron Duddy                               |
| 2012 | "Wish U Were Here" (com Becky G) | Cameron Duddy                               |
| 2013 | "Awake All Night"                | The Young Astronauts                        |
| 2013 | "Pretty Brown Eyes"              | Cameron Duddy                               |
| 2013 | "Summertime Of Our Lives"        | The Young Astronauts                        |
| 2013 | "La Da Dee"                      | Sony Pictures Animation                     |
| 2014 | "Surfboard"                      | Young Astronaut                             |
| 2015 | "Flower"                         | Cameron Duddy                               |
| 2015 | "New Problems"                   | Cameron Duddy                               |
| 2015 | "Livin Easy"                     | Tucker Tripp                                |

|

### Singles
- 2010 - "iYiYi" (com Flo Rida)
- 2010 - "Summertime"
- 2011 - "All Day"
- 2011 - "On My Mind"
- 2011 - "Not Just You"
- 2011 - "Angel"
- 2012 - "So Listen"
- 2012 - "Got Me Good"
- 2012 - "Wish U Were Here"  (com Becky G)
- 2013 - "Awake All Night"
- 2013 - "Pretty Brown Eyes"
- 2013 - "Summertime Of Our Lives"
- 2013 - "La Da Dee"
- 2014 - "Surfboard"
- 2015 - "Flower"
- 2015 - "New Problems"
- 2017 - "Waiting For The Tide"
- 2018 - "Underwater"

 
|}

### Lista de músicas
| Ano  | Titulo                     | Álbum              | Nota                                             |
| ---- | -------------------------- | ------------------ | ------------------------------------------------ |
| 2010 | "One"                      | Não lançada.       |                                                  |
| 2010 | "Round of Applause"        | 4 U                |                                                  |
| 2010 | "iYiYi"                    | 4 U                | Lançada como single para divulgação do álbum.    |
| 2010 | "All Day"                  | 4 U                | Lançada como single para divulgação do álbum.    |
| 2010 | "Don't Cry Your Heart Out" | 4 U                |                                                  |
| 2011 | "I Want Candy"             | CD Single          | Trilha sonora do filme HOP: Rebeldes Sem Páscoa. |
| 2011 | "Good as It Gets"          | Coast to Coast     |                                                  |
| 2011 | "Crazy But True"           | Coast to Coast     |                                                  |
| 2011 | "On My Mind"               | Coast to Coast     | Lançada como single'l' para divulgação do álbum. |
| 2011 | "Not Just You"             | Coast to Coast     | Lançada como single'l' para divulgação do álbum. |
| 2011 | "Angel"                    | Coast to Coast     | Lançada como single'l' para divulgação do álbum. |
| 2011 | "Crash"                    | Coast to Coast     |                                                  |
| 2011 | "Ends With You"            | Coast to Coast     |                                                  |
| 2011 | "Love"                     | Não lançada.       |                                                  |
| 2011 | "2nd Chance"               | Não lançada.       |                                                  |
| 2011 | "Waiting 4 U"              | Não lançada.       | Participação de Greyson Chance.                  |
| 2012 | "So listen"                | Lançada            | Participação de T-Pain                           |
| 2012 | "Got Me Good"              | Paradise           |                                                  |
| 2012 | "Wish U Were Here"         | Paradise           | Participação de Becky G                          |
| 2013 | "Awake All Night"          | Surfers Paradise   |                                                  |
| 2013 | "Pretty Brown Eyes"        | Surfers Paradise   |                                                  |
| 2013 | "Summertime Of Our Lives"  | Surfers Paradise   |                                                  |
| 2013 | "La Da Dee"                | Surfers Paradise   |                                                  |
| 2014 | "Surfboard"                | Surfboard - Single |                                                  |
| 2015 | "Flower"                   | Free               |                                                  |

## Filmografia
| Ano  | Titulo                             | Personagem | Programa                                                       |
| ---- | ---------------------------------- | ---------- | -------------------------------------------------------------- |
| 2011 | So Random!                         | Ele mesmo  | Apresentação musical "All Day"                                 |
| 2011 | Bucket & Skinner's Epic Adventures | Ele mesmo  | Guest star                                                     |
| 2011 | PrankStars                         | Ele mesmo  | Episódio, "Walk the Prank", ao lado do anfitrião Mitchel Musso |
| 2011 | Extreme Makeover: Home Edition     | Ele mesmo  | Episódio, "The Walker Family"                                  |
| 2012 | Bucket & Skinner's Epic Adventures | Ele mesmo  | Episódio, "Epic Break-up"                                      |
| 2012 | Finding Cody                       | Ele mesmo  | Lead role                                                      |
| 2012 | Punk'd                             | Ele mesmo  | Vítima                                                         |
| 2012 | Figure It Out                      | Ele mesmo  | Contestante                                                    |
| 2013 | Ridiculousness                     | Ele mesmo  | Tp 3 Ep 19                                                     |
| 2015 | Cougar Town                        |            |                                                                |

## Prêmios e Indicações
| Ano  | Prêmio                          | Categoria                       | Resultado |
| ---- | ------------------------------- | ------------------------------- | --------- |
| 2010 | Australian Kids' Choice Awards  | Artista Revelação               | Venceu    |
| 2010 | Breakthrough of the Year Awards | Revelação da Internet           | Venceu    |
| 2010 | J-14 Teen Icon Awards           | Icone Revelação Favorito        | Indicado  |
| 2010 | J-14 Teen Icon Awards           | Icone de Amanhã                 | Indicado  |
| 2010 | Capricho Awards                 | Melhor Cantor Internacional     | Indicado  |
| 2010 | Hollywood Teen TV Awards        | Melhor Artista Masculino        | Indicado  |
| 2011 | Australian Kids' Choice Awards  | Super Fresh Award               | Venceu    |
| 2011 | Australian Kids' Choice Awards  | Aussie Musos                    | Venceu    |
| 2011 | Australian Kids' Choice Awards  | Awesome Aussie                  | Venceu    |
| 2012 | 2012 Kids' Choice Awards        | Favorite Aussie Superstar       | Venceu    |
| 2013 | Nickelodeon Kids' Choice Awards | Aussie's Favorite Homegrown Act | Venceu    |
| 2013 | Radio Disney Music Awards       | Best Male Artist                | Indicado  |
| 2013 | Radio Disney Music Awards       | Best Crush Song                 | Indicado  |
| 2013 | Radio Disney Music Awards       | Fiercest Fans                   | Indicado  |
| 2013 | Young Hollywood Awards          | Role Model Award                | Venceu    |